# José Rico Pavés
José Rico Pavés (Granada, 9 ottobre 1966) è un vescovo cattolico spagnolo, dal 9 giugno 2021 vescovo di Jerez de la Frontera.

## Biografia
José Rico Pavés è nato a Granada il 9 ottobre 1966.

### Formazione e ministero sacerdotale
Ha compiuto gli studi ecclesiastici nel seminario maggiore "San Ildefonso" di Toledo dal 1985 al 1992 risiedendo presso il seminario per le vocazioni adulte "Santa Leocadia", dove tra il 1987 e il 1989 ha seguito un corso di spiritualità ed un altro di lingue classiche. In quel periodo ha tradotto due opere patristiche di San Gregorio Magno per l'Editrice Ciudad Nueva. Ha proseguito gli studi alla Pontificia Università Gregoriana di Roma dove ha conseguito nel 1994 la licenza in teologia dogmatica e nel 1998 la laurea in teologia patristica ottenendo una medaglia per la tesi.
L'11 ottobre 1992 è stato ordinato presbitero per l'arcidiocesi di Toledo dal cardinale Marcelo González Martín. In seguito è stato vicario coadiutore nella parrocchia del Corpus Christi a Granada e cappellano dell'associazione privata di fedeli Acción Cultural y Social (ACYS) dal 1994 al 1995; professore aggiunto presso la Pontificia Università Gregoriana dal 1996 al 1998; professore ordinario presso l'Istituto di teologia spirituale di Barcellona dal 1996 al 2011; parroco della parrocchia di Nostra Signora della Purificazione a Toledo dal 1998 al 2001; professore ordinario di teologia dogmatica presso l'Istituto teologico "San Ildefonso" di Toledo dal 1998 al 2012; professore invitato di corsi su temi patristici presso la Facoltà di teologia dell'Università ecclesiastica San Damaso di Madrid dal 1999 al 2013; direttore del segretariato della commissione episcopale per la dottrina della fede della Conferenza episcopale spagnola dal 2001 al 2012; collaboratore pastorale della parrocchia di San Tommaso a Toledo dal 2001 al 2012; direttore delle pubblicazioni dell'Istituto teologico "San Ildefonso" dal 2002 al 2012; direttore del segretariato per la dottrina della fede e l'ecumenismo dell'arcidiocesi di Toledo dal 2005 al 2012 e direttore dell'Istituto teologico "San Ildefonso" dal 2008 al 2012.
È stato anche professore invitato presso l'Istituto di dottrina sociale della Chiesa "Leone XIII" di Madrid e presso la Facoltà di teologia dell'Università di Navarra e membro dell'Associazione dei Patrologi dell'Est e dell'Ovest della Fondazione Pro Oriente, con sede a Vienna, dal 2001 al 2012.

### Ministero episcopale
Il 6 luglio 2012 papa Benedetto XVI lo ha nominato vescovo ausiliare di Getafe e titolare di Mentesa. Ha ricevuto l'ordinazione episcopale il 21 settembre successivo nella basilica del santuario del Sacro Core di Gesù al Cerro de los Ángeles dal vescovo di Getafe Joaquin Maria López de Andújar y Cánovas del Castillo, co-consacranti il cardinale Antonio María Rouco Varela, arcivescovo metropolita di Madrid, e l'arcivescovo metropolita di Toledo Braulio Rodríguez Plaza.
Nel febbraio del 2014 ha compiuto la visita ad limina.
Il 9 giugno 2021 papa Francesco lo ha nominato vescovo di Jerez de la Frontera. Ha preso possesso della diocesi il 31 luglio successivo.
In seno alla Conferenza episcopale spagnola è a capo dell'area catecumenato della commissione per l'evangelizzazione, la catechesi e il catecumenato dal marzo del 2020 e presidente della stessa commissione dall'aprile del 2022. In precedenza è stato membro della commissione per la dottrina della fede dal 2012 al 2014, membro della sottocommissione per la catechesi dal 2014 al 2017 e della commissione per l'insegnamento e la catechesi dal 2014 al 2020. È autore e docente del piano di formazione alla vita monastica contemplativa Sapientia Amoris, elaborato dalla Conferenza episcopale spagnola.
Inoltre, il consiglio episcopale permanente della riunitosi a Madrid dal 2 al 3 settembre 2024 lo ha nominato membro consigliere nazionale dell'Associazione Adoración Nocturna España (ANE).
Fa parte del comitato scientifico della collana "Fonti Patristiche" dell'Editrice Ciudad Nueva.
Oltre allo spagnolo, conosce l'italiano, il francese, l'inglese, il tedesco, il latino ed il greco.

## Opere
- Escatologia Cristiana: Para comprender que hay tras la muerte. Introducción teológica, Madrid, UCAM-AEDOS, 2002, ISBN 978-84-953-8318-1.
- Terrorismo y nacionalismo: comentario a la instrucción pastoral de la Conferencia Episcopal Española "Valoración moral del terrorismo en España, de sus causas y de sus consecuencias", Madrid, Biblioteca de Autores Cristianos, 2005,  p. 560, ISBN 978-84-791-4768-6.
- Los sacramentos de la iniciación cristiana: introducción teológica a los sacramentos del Bautismo, Confirmación y Eucaristía, Madrid, I.T. San Ildefonso, 2006, ISBN 978-84-934-2539-5.
- La fe de los sencillos, Madrid, Biblioteca de Autores Cristianos, 2012, ISBN 978-84-220-1618-2.
- con Yónatan Melo Pereira, José Miguel Rodríguez García, Juan Cerezo Soler e Juan Salvador Turmo, Misterio de comunión en el amor: Trinidad, Edice Editorial, 2015,  p. 492, ISBN 978-8471418548.
- con Yónatan Melo Pereira, José Miguel Rodríguez García e Juan Cerezo Soler, ¡Tú eres el Mesías, el Hijo del Dios vivo!: Cristología, Editorial Edice, 2015,  p. 720, ISBN 978-8471418531.
- Cristología y soteriología. Introducción teológica al misterio de Jesucristo, Madrid, Biblioteca de Autores Cristianos, 2016,  p. 2012, ISBN 978-84-220-1827-8.
- Origen y desarrollo del Catecumenado en la antigüedad cristiana, Edice Editorial, 2018,  p. 268, ISBN 978-8471419057.

## Genealogia episcopale
La genealogia episcopale è:
- Cardinale Scipione Rebiba
- Cardinale Giulio Antonio Santori
- Cardinale Girolamo Bernerio, O.P.
- Arcivescovo Galeazzo Sanvitale
- Cardinale Ludovico Ludovisi
- Cardinale Luigi Caetani
- Cardinale Ulderico Carpegna
- Cardinale Paluzzo Paluzzi Altieri degli Albertoni
- Papa Benedetto XIII
- Papa Benedetto XIV
- Papa Clemente XIII
- Cardinale Marcantonio Colonna
- Cardinale Giacinto Sigismondo Gerdil, B.
- Cardinale Giulio Maria della Somaglia
- Cardinale Carlo Odescalchi, S.I.
- Cardinale Costantino Patrizi Naro
- Cardinale Serafino Vannutelli
- Cardinale Domenico Serafini, Cong.Subl. O.S.B.
- Cardinale Pietro Fumasoni Biondi
- Cardinale Antonio Riberi
- Cardinale Ángel Suquía Goicoechea
- Vescovo Francisco José Pérez y Fernández-Golfín
- Vescovo Joaquin Maria López de Andújar y Cánovas del Castillo
- Vescovo José Rico Pavés